# Antje Buschschulte
Antje Buschschulte (ur. 27 grudnia 1978 w Berlinie Zachodnim) – niemiecka pływaczka, pięciokrotna brązowa medalistka olimpijska (czterokrotnie w sztafetach), dwukrotna mistrzyni świata, dwukrotna mistrzyni świata (basen 25 m), sześciokrotna mistrzyni Europy, jedenastokrotna mistrzyni Europy (basen 25 m).
Specjalizuje się w stylu grzbietowym. Czterokrotnie startowała w igrzyskach olimpijskich, zdobywając pięć brązowych medali, w tym cztery w sztafetach. Wielokrotna medalistka mistrzostw świata i Europy.

## Osiągnięcia

### Igrzyska olimpijskie
| Olimpiada    | Data             | Konkurencja               | Rezultat    | Miejsce |
| ------------ | ---------------- | ------------------------- | ----------- | ------- |
| Atlanta 1996 | 22 lipca 1996    | 4 x 100 m stylem dowolnym | 3.41,48 min |         |
| Sydney 2000  | 19 września 2000 | 4 x 200 m stylem dowolnym | 7.58,64 min |         |
| Ateny 2004   | 18 sierpnia 2004 | 4 x 200 m stylem dowolnym | 7.57,35 min |         |
| Ateny 2004   | 20 sierpnia 2004 | 200 m stylem grzbietowym  | 2.09,88 min | [ 1 ]   |
| Ateny 2004   | 21 sierpnia 2004 | 4 x 100 m stylem zmiennym | 4.00,72 min |         |